# 列夫·奥夫钦尼科夫
列夫·帕夫洛维奇·奥夫钦尼科夫（俄语：Лев Павлович Овчинников，1943年1月21日—2020年9月29日），俄罗斯分子生物学家。俄罗斯科学院院士。莫斯科国立大学名誉教授。主要研究真核细胞蛋白质合成及其调控机制。

## 生平
1943年生于莫斯科州图奇科沃。1965年毕业于莫斯科国立大学生物系本科，后在苏联科学院巴赫生物化学研究所深造。1968年入职苏联科学院蛋白质研究所，历任助理研究员、副研究员、研究员、首席研究员，1981年任蛋白质合成调控实验室主任，后任副所长（1988年－2001年）、所长（2001年－2015年）。此外他还在莫斯科国立大学生物化学系任教，历任讲师（1973年－1989年）、副教授（1989年－1993年）、教授（1993年－2013年）。
1969年获副博士学位，1981年获生物学全博士学位。1987年当选苏联科学院通讯院士，1997年当选俄罗斯科学院生物学部院士。2020年9月29日逝世。